# Karel Janoušek (kněz)
Karel Janoušek (* 27. října 1947 Moutnice) je český římskokatolický kněz, bývalý rektor Nepomucena a papežský kaplan.

## Život
V době komunistického režimu v Československu emigroval do Říma, kde vystudoval teologii. Od roku 1985 vykonával jáhenskou službu v Mnichově, kde byl po kněžském svěcení, které přijal 5. července 1986 v poutním místě Ellwangen, ustanoven farním vikářem. V roce 1987 převzal vedení České duchovní služby v Západním Německu, od roku 1991 pak působil jako vicerektor a v letech 1995 až 1998 jako rektor Papežské koleje Nepomucenum. Poté až do roku 2000 působil v poutním domě Casa Concordia zřízeném v části budovy Nepomucena. Dne 17. března 1994 ho papež Jan Pavel II. jmenoval Kaplanem Jeho Svatosti. Od 1. července 1994 byl formálně ustanoven farním vikářem ve Slavkově u Brna.
Po návratu ze zahraničí působil od ledna 2001 jako farní vikář v Mikulově a administrátor excurrendo v Dobrém Poli, od srpna 2001 i v Klentnici a od října 2008 rovněž v Sedlci u Mikulova. V říjnu 2010 se stal administrátorem farnosti u kostela sv. Václava v Mikulově a administrátorem excurrendo v mikulovské farnosti u kostela sv. Jana, kromě toho byl od 17. února 2011 do 31. října 2012 správcem Význačné kolegiátní kapituly u sv. Václava v Mikulově. Od 1. srpna 2011 do 31. července 2023 byl farářem ve Valticích a administrátorem excurrendo v Hlohovci, Bulharech a Milovicích u Mikulova. Od srpna 2023 je v důchodu a od ledna 2024 pobývá na faře v Lanžhotě. 

## Dílo
- Kdo na jejich místa, Katolický týdeník 23/1996, str. 5
- Diecéze v zahraničí, in: Brněnská diecéze 1777-2007, Studio Arx, Brno 2007